# Fougeré (Vendée)
Fougeré település Franciaországban, Vendée megyében. Lakosainak száma 1242 fő (2022. január 1.). Fougeré Bournezeau, La Chaize-le-Vicomte, Saint-Hilaire-le-Vouhis, Saint-Martin-des-Noyers és Thorigny községekkel határos.

## Népesség
A település népességének változása:
| Lakosok száma | 1177 | 1180 | 1205 | 1204 | 1215 | 1224 | 1230 | 1236 | 1242 |
|               | 2013 | 2015 | 2016 | 2017 | 2018 | 2019 | 2020 | 2021 | 2022 |